# Црнотрба спрутка
Црнотрба спрутка (лат. Calidris alpina) је птица селица из реда шљукарица. Назив рода Calidris потиче од старогрчке речи kalidris или skalidris, која се у време Аристотела употребљавала за сиву птицу која се среће у близини воде. Реч alpina потиче из латинског језика и означава високе планине, као што су Алпи.

## Опис
Дужина тела од врха репа до врха кљуна је 17–21 cm, а распон крила је 32–36 cm. Маса птице је од 33 до 85 грама. У односу на риђу спрутку, кљун је краћи и мање закривљен, док дужина може да варира. Јединке са правијим и нешто краћим кљуном зими могу подсећати на малу или седу спрутку. Одрасле јединке у периоду размножавања имају риђа леђа и покровна пера на крилима, а стомак и део груди су црни. Доласком зиме, риђа боја прелази у сивосмеђу, а црн стомак постаје бео. Младе јединке су смеђе са више или мање риђих тонова, а на стомаку имају крупне, црне тачке. Женке, у просеку, имају дуже кљунове од мужјака.

## Распрострањење и станиште
Живи само на простору од северног пола до екватора. Гнезди се у зони тундре Европе, Азије, Северне Америке и Гренланда. Хладнији део године проводи на обалама Атлантског, Индијског и Тихог океана, али и у приобаљу Средоземног и Црвеног мора, као и дуж Нила. Иако је врста северне полулопте, на лутању је забележена и у Кенији, Уганди, Нигерији, Парагвају, Аустралији и на Новом Зеланду.
Насељава мочварна станишта Арктика, као што су влажне ливаде са бусенима барских биљака и тресетишта. Такође је присутна на влажним ливадама поред мора, а воли и слане мочваре. Ван гнездећег периода храну проналази на блатним обалама естуара и лагуна, муљевитим речним наносима, у зони плиме и осеке, али се среће и на соланама, таложницима фарми и обалама вештачких језера. Током високе плиме и ноћу, у јатима одмара на пољима и одржаваним пашњацима.

## Биологија
Сваштојед је, а највише се храни адултима и ларвама инсеката из редова Diptera, Trichoptera, Ephemeroptera и Hymenoptera. Неретко једе и паукове, крпеље, рачиће, чланковите црве, пужеве, шкољке и семење биљака. Ако је у прилици, јешће и мале рибе. Гнездо се налази у плитком удубљењу на земљи прикривено бусеном биљака. Црнотрба спрутка је права селица која се сели на различите начине. Неке популације се селе на кратке дистанце дуж морских обала, док друге лете без престанка у широком фронту преко континента. Субпопулација која се гнезди на североисточном Гренланду се сели преко Исланда, Велике Британије и западне Француске и стиже на зимовалишта у западној Африци. Пролећна сеоба траје између марта и почетка априла. Врло је друштвена птица, која се током сеобе групише у јата која могу бројати стотине и хиљаде јединки. На обали Холадије и у заливу Вош у Енглеској се окупљају у огромна јата како би безбедно промениле перје. Неки младунци се не измитаре, па су током целе године у негнездећем руху. У одговарајућем станишту, парови се гнезде полуколонијлно, али могу бити и расути на ширем подручју. Активна је и дању и ноћу. Европска популација је процењена да броји од 426 000 до 562 000 парова. Сматра се да јој бројност у свету опада.

## Угроженост
Највише је угрожава уништавање тресетишта током гнездеће сезоне. На острвима јој велики проблем праве алохтони сисари, као што је европски јеж, јер се хране младунцима и јајима ове барске птице. Обале мора зарастају због инвазивне врсте биљке Spartina anglica и тиме онемогућавају исхрану. У Великој Британији је угрожавају грађевински радови и пешачке стазе у приобалној зони. Важно одмориште током сеобе, обала Балтичког мора око Калињинграда, је загађена петролеумом. У том региону је угрожава и мелиорација земљишта, експлоатација тресета и спаљивање трске. Подложна је птичјем грипу, па је веће епизоотије могу угрозити.

## Црнотрба спрутка у Србији
У Србији је најбројнија врста спрутке и виђа се током сеобе и зими. У малом броју је бележена широм земље, али је најбројнија у Војводини. Највећа забележена јата су бројала до пет стотина примерака, али је обично посматрана у мањим јатима. На пролазу се задржава на плитким воденим површинама природног или вештачког порекла. На зимовању је нађена тек 2012. године.